# Ixodes myospalacis
Ixodes myospalacis är en fästingart som beskrevs av Teng 1986. Ixodes myospalacis ingår i släktet Ixodes och familjen hårda fästingar. Inga underarter finns listade i Catalogue of Life.